# José Llopis Corona
José Llopis Corona, conocido como José Corona o Pepe Corona (Alicante, España, 4 de junio de 1918 - ibíd., 29 de enero de 2011) fue un futbolista español. Jugó de defensa (lateral izquierdo) en Primera división de España en clubes como el Hércules Club de Fútbol, Real Madrid Club de Fútbol y el Club Gimnàstic de Tarragona. Su hermano fue el también futbolista Melchor Llopis Corona.

## Trayectoria
Comenzó a jugar a fútbol incentivado por ver a su hermano mayor, Melchor "Chorico", cómo lo hacía en los años 1920. Su primer equipo fue el Iberia, un equipo del barrio de Carolinas. Posteriormente jugó en el Gimnástico de Carolinas, equipo del barrio alicantino, en el que Corona comenzó a destacar en partidos locales y amistosos.
Corona se incorporó al Alicante Club de Fútbol en 1939 cuando el fútbol comenzaba a retomar algo de protagonismo tras la Guerra Civil. En la temporada 1939/40 el Alicante fue incluido en Segunda división y Corona ya comenzó a destacar en defensa pese a su juventud. En 1940 una nueva reorganización federativa hizo desaparecer la Tercera división como campeonato regular y la Segunda división pasó de 5 a 2 grupos, por lo que el Alicante pasó al Campeonato regional. En dicho campeonato el club alicantinista realizó una gran temporada permaneciendo invicto, ello le permitió entrar en la Tercera que había quedado como promoción de ascenso a Segunda. Aquel Alicante de récord lo compusieron Martín, Manero, Torregrosa, Corona, Tico Navarro, Beltrán, Asensio, Barceloneta, Rey, Lucas, Castilla, Sirvent, Esteve, Del Pozo, Periche, Saitúa, Pina, Silvio, Aliaga, Marín y Jesús.
El Hércules Club de Fútbol que estaba en Primera división, no dejó escapar la oportunidad cerca de casa, y el 2 de abril de 1941 se anunció el pase de cinco futbolistas alicantinistas a la disciplina herculana: Martín, Del Pozo, Pina, Corona y Rey. Seis días más tarde se confirmaba el desmantelamiento del Alicante en la prensa tras anunciarse que el Hércules pasaba a llamarse Alicante Club Deportivo y el Alicante pasaba a llamarse Lucentum Club de Fútbol.
En dos temporadas como herculano, jugó en Primera, y en Segunda división tras el descenso. En 1943 fichó por el Real Madrid Club de Fútbol donde jugó cinco temporadas consecutivas siendo indiscutible en todas ellas, acumulando 116 partidos de liga e incluso logrando siete goles en liga con el equipo madridista. Fue convocado por España en una ocasión por la selección absoluta, pero no llegó a debutar. Sí fue internacional con la Selección Española en otras categorías.[cita requerida]
Tras su etapa como jugador inició una discreta etapa como entrenador, dirigiendo a conjuntos de la provincia de Alicante como Villajoyosa, Monóvar, Jijona o Calpe, y logró una Copa San Pedro con el Gimnástico de Carolinas. En 1987 fue el vicepresidente del club Gimnástico Carolinas, un club alicantino dedicado al fútbol base y que solía disputar la Copa San Pedro.
Con el dinero obtenido en su etapa como futbolista, Corona se sacó la licencia de taxista, profesión que desarrolló hasta su jubilación. Su mujer Dolores Pérez Pérez, que fue funcionaria del Ministerio de agricultura falleció el 14 de mayo de 2010 a los 82 años de edad. Ocho meses después, el 29 de enero a las 20:30 horas, Pepe Corona falleció con 92 años en su domicilio de Alicante.
Fue el único superviviente del Real Madrid que, el 14 de diciembre de 1947, disputó el partido inaugural del entonces llamado Nuevo Estadio de Chamartín (luego estadio Santiago Bernabéu) contra el Os Belenenses de Portugal, que acabó con victoria blanca por 3-1. Su sobrino Vicente Corona Vilanova también fue jugador del Hércules y Alicante en los años 1960.
En los últimos años de su vida siguió manteniendo una activa participación en el madridismo en Alicante. En 2008 el Fútbol Club Jove Español de Tercera división, le rindió homenaje invitándolo al palco de su campo de juego y haciendo el saque de honor en un partido de liga. El 14 de marzo de 2009 resultó ser uno de los últimos homenajes en vida a José Corona, en un encuentro amistoso que se celebró en San Vicente del Raspeig, entre los veteranos del Español de San Vicente y el Real Madrid, organizado por el ayuntamiento de este municipio, donde autoridades políticas como el conseller José Ramón García Antón y la alcaldesa Luisa Pastor Lillo estuvieron presentes, y al que asistieron más de 2.000 personas.

## Clubes
| Club                         | País   | Año       |
| ---------------------------- | ------ | --------- |
| Gimnástico de Carolinas      | España | 1935-1939 |
| Alicante Club de Fútbol      | España | 1939-1941 |
| Hércules Club de Fútbol      | España | 1941-1943 |
| Real Madrid Club de Fútbol   | España | 1943-1948 |
| Club Gimnàstic de Tarragona  | España | 1948-1949 |
| Real Club Deportivo Mallorca | España | 1949-1950 |
| Club de Fútbol Gandia        | España | 1950-1951 |